# Alexandre Doubrovine
 (novembre 2009).
Si vous disposez d'ouvrages ou d'articles de référence ou si vous connaissez des sites web de qualité traitant du thème abordé ici, merci de compléter l'article en donnant les références utiles à sa vérifiabilité et en les liant à la section « Notes et références ».
Alexandre Ivanovitch Doubrovine (en russe : Александр Иванович Дубровин) (1855-1921), fils d'officier de police, est un homme politique russe, fondateur en 1905 d'un parti conservateur et monarchiste, l'Union du peuple russe qui défendait le principe d'autocratie. Il était pédiatre et fervent orthodoxe.

## Biographie
Il fut marginalisé au sein de son parti à partir de 1909 et écarté en 1911 par Nikolaï Markov. Il était aussi, malgré sa ferme opposition au libéralisme et au comte Witte, député à la Douma. Il tenta d'organiser en vain le boycott de la troisième Douma de 1907, trop libérale à son goût.
Il soutint les pogroms et les actions de terreur des Centuries noires.
Il fut arrêté deux fois par les Bolcheviks. En 1920, il fut emprisonné comme médecin à la prison de Lefortovo et fut finalement fusillé en 1921.